# Kortstaartleguanen
Kortstaartleguanen (Stenocercus) zijn een geslacht van hagedissen uit de familie kielstaartleguaanachtigen (Tropiduridae).

## Naam en indeling
De wetenschappelijke naam van de groep werd voor het eerst voorgesteld door André Marie Constant Duméril en Gabriel Bibron in 1837.
Er zijn 68 soorten, inclusief de pas in 2016 beschreven soort Stenocercus omari.

## Uiterlijke kenmerken
Kortstaartleguanen danken hun Nederlandstalige naam aan de relatief korte staart die voorzien is van ringen van stekelige schubben. Het zijn echter niet de enige kielstaartleguanen met een korte staart, ze zijn daarom moeilijk te onderscheiden van sommige aardleguanen uit het geslacht Liolaemus.

## Verspreiding en habitat
De soorten leven in delen van noordelijk Zuid-Amerika en leven in de landen Argentinië, Brazilië, Colombia, Ecuador, Peru, Uruguay en Venezuela.
De habitat bestaat uit tropische en subtropische bossen.

## Beschermingsstatus
Door de internationale natuurbeschermingsorganisatie IUCN is aan 50 soorten een beschermingsstatus toegewezen. Vijfendertig soorten worden beschouwd als 'veilig' (Least Concern of LC), drie als 'kwetsbaar' (Vulnerable of VU), vijf als 'onzeker' (Data Deficient of DD), vier soorten als 'gevoelig' (Near Threatened of NT) en twee als 'bedreigd' (Endangered of EN). De soort Stenocercus haenschi ten slotte wordt gezien als 'ernstig bedreigd' (Critically Endangered of CR).

## Soorten
Het geslacht omvat de volgende soorten, met de auteur en het verspreidingsgebied.
| Naam                        | Auteur                                                              | Verspreidingsgebied                 |
| --------------------------- | ------------------------------------------------------------------- | ----------------------------------- |
| Stenocercus aculeatus       | O'Shaughnessy, 1879                                                 | Bolivia, Ecuador, Peru              |
| Stenocercus albolineatus    | Teixeira, Prates, Nisa, Silva-Martins, Strüssmann & Rodrigues, 2015 | Brazilië                            |
| Stenocercus amydrorhytus    | Teixeira, Prates, Nisa, Silva-Martins, Strüssmann & Rodrigues, 2015 | Peru                                |
| Stenocercus angel           | Torres-Carvajal, 2000                                               | Ecuador                             |
| Stenocercus angulifer       | Werner, 1901                                                        | Ecuador                             |
| Stenocercus apurimacus      | Fritts, 1972                                                        | Peru                                |
| Stenocercus arndti          | Venegas, Echevarria & Alvarez, 2014                                 | Peru                                |
| Stenocercus azureus         | Müller, 1880                                                        | Argentinië, Brazilië, Uruguay       |
| Stenocercus boettgeri       | Boulenger, 1911                                                     | Peru                                |
| Stenocercus bolivarensis    | Castro & Ayala, 1982                                                | Colombia                            |
| Stenocercus cadlei          | Torres-Carvajal & Mafla-Endara, 2013                                | Ecuador                             |
| Stenocercus caducus         | Cope, 1862                                                          | Argentinië, Bolivia, Brazilië       |
| Stenocercus carrioni        | Parker, 1934                                                        | Ecuador                             |
| Stenocercus chinchaoensis   | Venegas, Duran & Garcia-Burneo, 2013                                | Peru                                |
| Stenocercus chlorostictus   | Cadle, 1991                                                         | Peru                                |
| Stenocercus chota           | Torres-Carvajal, 2000                                               | Ecuador                             |
| Stenocercus chrysopygus     | Boulenger, 1900                                                     | Peru                                |
| Stenocercus crassicaudatus  | Boulenger, 1885                                                     | Peru                                |
| Stenocercus cupreus         | Boulenger, 1885                                                     | Peru                                |
| Stenocercus doellojuradoi   | Freiberg, 1944                                                      | Argentinië                          |
| Stenocercus dumerilii       | Steindachner, 1867                                                  | Brazilië                            |
| Stenocercus empetrus        | Fritts, 1972                                                        | Peru                                |
| Stenocercus erythrogaster   | Hallowell, 1856                                                     | Colombia, Venezuela                 |
| Stenocercus eunetopsis      | Cadle, 1991                                                         | Peru                                |
| Stenocercus festae          | Peracca, 1897                                                       | Ecuador                             |
| Stenocercus fimbriatus      | Avila-Pires, 1995                                                   | Brazilië, Peru                      |
| Stenocercus formosus        | Tschudi, 1845                                                       | Peru                                |
| Stenocercus frittsi         | Torres-Carvajal, 2005                                               | Peru                                |
| Stenocercus guentheri       | Boulenger, 1885                                                     | Colombia, Ecuador                   |
| Stenocercus haenschi        | Werner, 1901                                                        | Ecuador                             |
| Stenocercus huancabambae    | Cadle, 1991                                                         | Peru                                |
| Stenocercus humeralis       | Günther, 1859                                                       | Ecuador, Peru                       |
| Stenocercus imitator        | Cadle, 1991                                                         | Peru                                |
| Stenocercus iridescens      | Günther, 1859                                                       | Ecuador, Colombia                   |
| Stenocercus ivitus          | Fritts, 1972                                                        | Peru                                |
| Stenocercus johaberfellneri | Köhler & Lehr, 2015                                                 | Peru                                |
| Stenocercus lache           | Corredor, 1983                                                      | Colombia                            |
| Stenocercus latebrosus      | Cadle, 1998                                                         | Peru                                |
| Stenocercus limitaris       | Cadle, 1998                                                         | Ecuador, Peru                       |
| Stenocercus marmoratus      | Duméril & Bibron, 1837                                              | Argentinië, Bolivia                 |
| Stenocercus melanopygus     | Boulenger, 1900                                                     | Peru                                |
| Stenocercus modestus        | Tschudi, 1845                                                       | Peru                                |
| Stenocercus nigromaculatus  | Tschudi, 1845                                                       | Peru                                |
| Stenocercus nubicola        | Fritts, 1972                                                        | Peru                                |
| Stenocercus ochoai          | Fritts, 1972                                                        | Peru                                |
| Stenocercus omari           | Venegas, Echevarría, García-Burneo & Koch, 2016                     | Peru                                |
| Stenocercus orientalis      | Fritts, 1972                                                        | Peru                                |
| Stenocercus ornatissimus    | Girard, 1858                                                        | Peru                                |
| Stenocercus ornatus         | Gray, 1845                                                          | Ecuador, Peru                       |
| Stenocercus pectinatus      | Duméril & Bibron, 1835                                              | Argentinië                          |
| Stenocercus percultus       | Cadle, 1991                                                         | Peru                                |
| Stenocercus praeornatus     | Fritts, 1972                                                        | Peru                                |
| Stenocercus prionotus       | Cadle, 2001                                                         | Bolivia, Peru                       |
| Stenocercus puyango         | Torres-Carvajal, 2005                                               | Ecuador, Peru                       |
| Stenocercus quinarius       | Nogueira & Rodrigues, 2006                                          | Brazilië                            |
| Stenocercus rhodomelas      | Boulenger, 1899                                                     | Ecuador                             |
| Stenocercus roseiventris    | d'Orbigny, 1837                                                     | Argentinië, Bolivia, Brazilië, Peru |
| Stenocercus santander       | Torres-Carvajal, 2007                                               | Colombia                            |
| Stenocercus scapularis      | Boulenger, 1901                                                     | Peru                                |
| Stenocercus simonsii        | Boulenger, 1899                                                     | Ecuador                             |
| Stenocercus sinesaccus      | Torres-Carvajal, 2005                                               | Brazilië                            |
| Stenocercus squarrosus      | Nogueira & Rodrigues, 2006                                          | Brazilië                            |
| Stenocercus stigmosus       | Cadle, 1998                                                         | Peru                                |
| Stenocercus torquatus       | Boulenger, 1885                                                     | Peru                                |
| Stenocercus trachycephalus  | Duméril in Duméril & Duméril, 1851                                  | Brazilië                            |
| Stenocercus tricristatus    | Duméril in Duméril & Duméril, 1851                                  | Brazilië                            |
| Stenocercus variabilis      | Boulenger, 1901                                                     | Bolivia, Peru                       |
| Stenocercus varius          | Boulenger, 1885                                                     | Ecuador                             |